# Michel Bataillard
Michel Bataillard, est un photographe français, né en 1952 en Gironde, en France.

## Biographie

### Enfance et formation
Michel Bataillard passe son enfance à Cosnes-et-Romain (54), à l’école communale puis au Lycée de Longwy et à l’École Normale de Nancy de 1968 à 1972.

### Carrière
À l’Éducation Nationale jusqu'en 1997, puis création de l'association « Empreintes », il se livre ensuite à l’écriture de livres.
En 2013, il est à l'initiative de la création du collectif Les Plumes du paon, ayant pour but la diffusion de la production littéraire bigoudène sous toutes ses formes.

## Œuvres
- Nancy (2000)
- Livre pour la maternelle (2001)
- Nancy panoramique (2005)
- Nancy, capitale aux portes d'or (2006)
- Ile de Sein, le Caillou (2006, 2008 et 2011)
- Notre faubourg des 3 Maisons (2006)
- Cosnes, un village comme les autres, mais c'est le mien (2006)
- La cuisine à l'Ile de Sein (2006 et 2008)
- Nancy Gourmande (2007)
- Dixmude, base de Cuers-Pierrefeu, les Zeppelin (2007)
- Nancy sucrée (2008)
- Le Guilvinec (2010)
- Une histoire de l'Ile de Sein (2011)
- Tout voir en Pays Bigouden (2013)
- Les algues de Scarlette Le Corre (2013, avec Scarlette)
- Almanach bigouden 2015 (2014, avec plusieurs auteurs)
- Manoirs en Bretagne (2014 et 2015)
- Penn sardin et Bigoudens (2015)
- Tout savoir sur la langoustine (2016)
- Ile de Sein, visite guidée (2016)
- 60 oiseaux observés sur l'île de Sein (2016)
- Nancy, place Stanislas 360° en 8 langues (2016)
- Chapelles Bigoudènes (2017, avec Jakez Cornou)
- Marie-Galante, perle créole (2018)
- Penmarc'h, du recteur Quiniou, réédition (2018)
- Plantes sauvages du pays Bigouden, avec Gérard Simon (2018)
- Sainte Thumette, avec Jakez Cornou (2018)
- L'île de Sein en 1900 (2019)
- Une histoire de l'Ile de Sein - Édition couleur (2019)
- Le cuistot du Shabbat avec Nissim Kakon (2020)
- Guide interactif du pays bigouden (2021)
- Les Hommes qui ont fait les Cormorans, mise en page (2021)
- Le Guilvinec de 1900 à 2000 (2021)
- Les plantes du livre d'heures d'Anne de Bretagne (2021)
- Itinéraires, avec Nissim Kakon (2021)
- Le cuistot du Shabbat anglais (2022)
- Le cuistot du Shabbat allemand (2022)
- Le cuistot du Shabbat arabe (2022)
- Le cuistot du Shabbat espagnol (2022)
- Les cuistots du Ramadan (2022)
- Les fiancés d'Imilchil (2022)
- Maroc (280 pages - 2022)